# خليل بن حسين الإسعردي

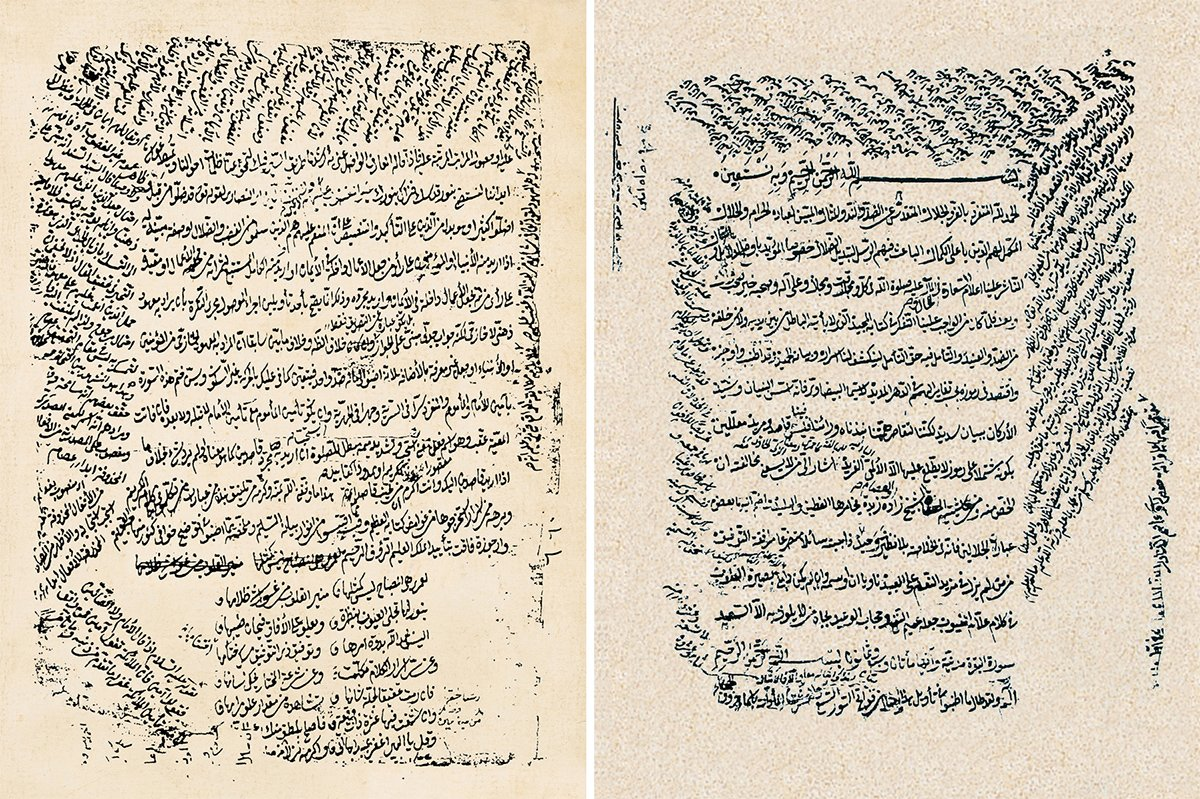
الصفحة الأولى والأخيرة من نسخة مخطوطة من «بصيرة القلوب» - من خزانة تابعة لأحفاد الإسعردي.

خليل بن حسين الإسعردي (1167 - 1259 هـ) هو فقيه شافعي ذو أصل كردي.
ولد خليل الإسعردي في قرية جولبيك التابعة لخيزان بالقرب من بدليس عام 1754 وانتقل إلى سعرد في وقت مبكر من حياته. أطلق عليه اسم الإسعردي لأنه عاش في سعرد عندما أصبح شخصية معروفة.
درس في غواش وجزيرة ابن عمر والعمادية وحصل على الإجازة العلمية في العمادية. واستقر بعد ذلك في قرية الرشيدية قرب الموصل حيث انتسب إلى الطريقة القادرية. عاد لاحقًا إلى خيزان حيث عمل بالتدريس لمدة خمس سنوات في المدرسة المحلية، قبل أن ينتقل إلى سعرد بناءً على طلب والده. يقال أن خليل الإسعردي كان يرغب في الانتقال إلى مكان لا يوجد فيه تأثير للمدرسة، لكن كان عليه العودة إلى سعرد. في سعرد، كان مدرساً حتى سن الستين، وكان قد كتب في ذلك الوقت العديد من المؤلفات العلمية والأدبية في الشرف والنحو والبلاغة والمنطق والمناظرات والجدل وعقائد الكلام والحديث والفقه والتفسير والتجويد والتصوف والمولد والشمائل.

## آثاره
من آثاره:
- بصيرة القلوب في كلام علام الغيوب.
- أزهار الغصون من مقولات أرباب الفنون.
- القاموس الثاني في النحو والصرف والمعاني.
- منهاج السنة السنية في آداب سلوك الصوفية.[5]

وله رسائل متعددة أخرى جلها غير مطبوعة.